# Памятник Лесе Украинке (Звягель)
Памятник Лесе Украинке в Звягеле (укр. Пам'ятник Лесі Українці у Звягелі) — памятник украинской поэтессе, писательнице, переводчику и культурному деятелю Лесе Украинке на её родине в городе Звягель Житомирской области Украины. Расположен в исторической центральной части города Звягель, в центре площади, которая носит её имя.

## История

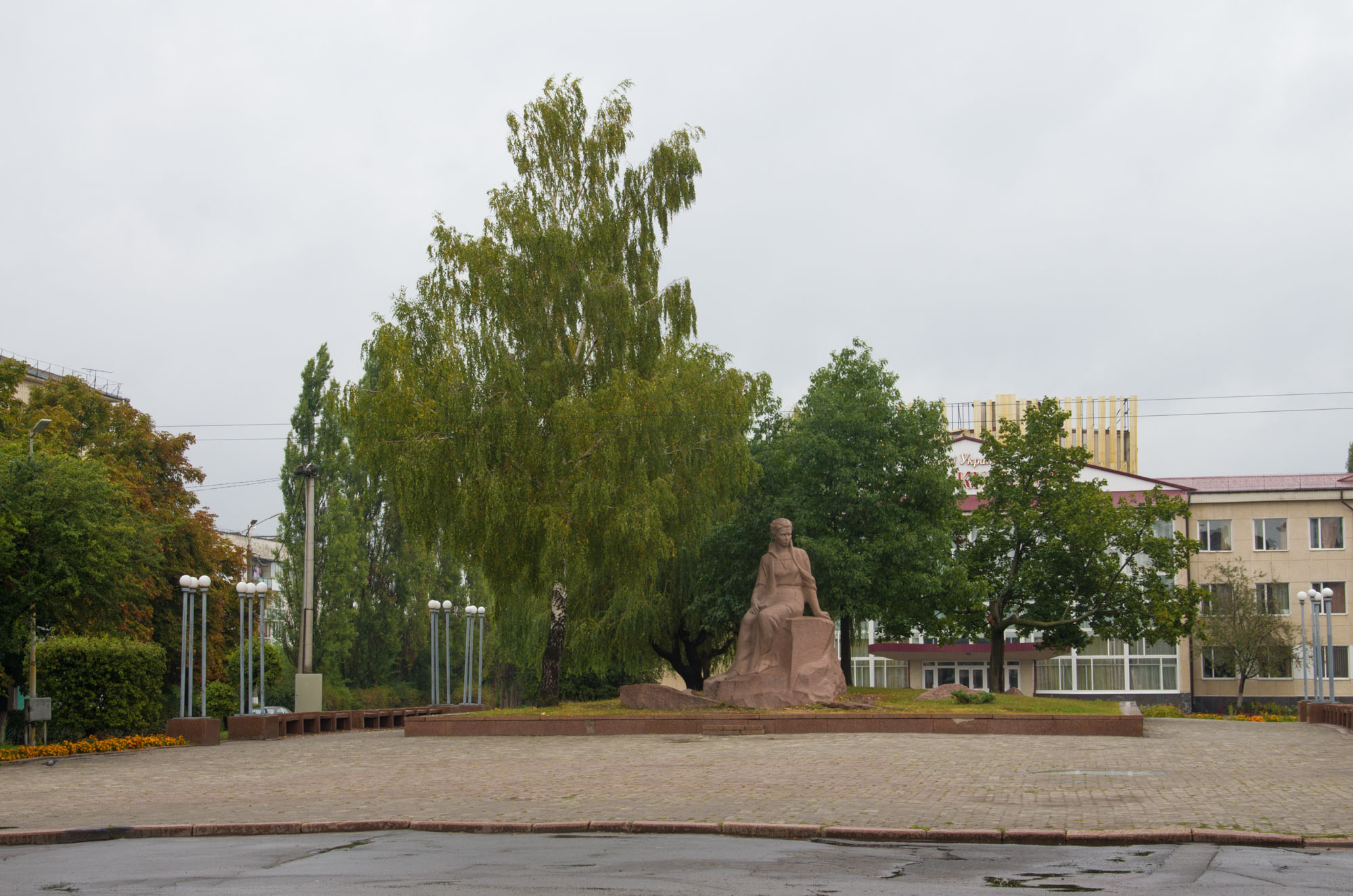
Общий вид памятника Лесе Украинке

Торжественное открытие памятника состоялось 8 августа 1987 года во время проведения в городе Международного праздника литературы и искусства «Лесині джерела».
Авторы памятника — скульптор Н. Н. Обезюк, архитекторы Н. А. Босенко и В. К. Жигулин.

## Описание
Скульптура выполнена из красного гранита высотой 4, 66 м. Памятник установлен в центре небольшого холма, засаженного травой и лиственными деревьями. Холм ограничен подпорной стенкой из полированных блоков и плит красного гранита. Площадь вокруг памятника вымощена бетонными плитами, вокруг памятника устроено места для отдыха, для благоустройства которого также использованы полированные плиты красного гранита.
Поэтесса изображена в момент отдыха: она присела на скалу, на которую опирается левой рукой. Правой рукой держит книгу, лежащую у неё на коленях. Фигура немного повёрнута влево на зрителя. Слегка опущенная голова повернута влево, что придает фигуре атмосферу задумчивости и мечтательности. Волосы поэтессы зачесаны наверх и собраны на затылке. Воротником и левой полой кофты будто играет легкий ветерок, что придаёт статуе динамику и поэтичность. Образное и пластическое решение памятника поражает глубиной психологической характеристики, целостностью, выразительностью силуэта и портретной достоверностью.